# 姬草蟬
姬草蟬（学名：Mogannia minuta）为蟬科草蟬屬下的一个种。